# 海之日
海之日（日语：／ Uminohi）是日本的假日之一。日期是7月的第3個星期一。

## 概要
海之日是1995年（平成7年）制定，1996年（平成8年）開始施行的日本假日之一。制定當初是7月20日。2003年（平成15年）祝日法改正（Happy Monday制度）後，改成7月的第3個星期一。
《國民祝日相關法律》（祝日法、昭和23年7月20日法律第178號）第2條，主旨是「感謝海的恩惠，同時也祈願海洋國家日本的繁榮」。根據國土交通省的文書記述，「日本是世界各國之中唯一將『海之日』作為假日的國家」。
因東京都主辦2020年夏季奧運會及帕運，為避免開閉幕式前後參賽選手、工作人員和觀眾的移動，以及與會各國政要的維安造成交通壅塞，影響一般民眾生活作息，日本參議院於2018年6月13日通過《東京奧運、帕奧特別措置法》，調整2020年當年的部份假日，其中海之日調整至奧運開幕典禮前一天7月23日（星期四）放假。但由於COVID-19疫情的影響，2020夏季奧運與帕運延後一年舉行，2020年已確定調整的假日由於已明定於《東京奧運、帕奧特別措置法》而不再調回。2020年5月29日，日本內閣會議通過《東京奧運、帕奧特別措置法》修正案，2021年的海之日調整到奧運開幕式前一天7月22日（星期四）放假。

## 海之記念日
訂定為祝日之前，是稱作海之記念日的記念日。海之記念日是1876年（明治9年），明治天皇的東北地方巡幸之際，回程從青森搭乘汽船「明治丸」，7月20日在橫濱入港，1941年（昭和16年），因遞信大臣村田省藏的提倡而制定。
明治丸在之後作為東京商船學校（現東京海洋大學）的練習船使用，現在保存在東京海洋大學越中島校區。

## 內陸縣的對應
- 內陸縣的奈良縣將7月的第3個禮拜一（海之日）定為「奈良縣山之日、川之日」[5]。

## 脚注
1. ↑  .   [2012-07-16]. （原始内容存档于2020-11-05）.
2. ↑  .   [2018-06-13]. （原始内容存档于2018-06-13）.
3. ↑  . Yahoo! Japan. 2020-03-24  [2020-05-06]. （原始内容存档于2020-06-08） （日语）.
4. ↑  . 共同網. 2020-05-29  [2020-05-29]. （原始内容存档于2022-08-11）.
5. ↑  奈良県山の日・川の日条例 （页面存档备份，存于） - 奈良県公式ホームページ

## 關連項目
- 日本節日
- 燈塔記念日
- 海上保安廳
- 燈塔
- 海軍記念日 - 5月27日。1945年（昭和20年）終戰後廢止。
- 太平洋行進曲